# Pethőhenye
Pethőhenye là một thị trấn thuộc hạt Zala, Hungary. Thị trấn này có diện tích 11,42 km², dân số năm 2010 là 427 người, mật độ 37 người/km².